# Кисели (Хмельницкая область)
Кисели (укр. Киселі) — село в Староконстантиновском районе Хмельницкой области Украины.
Население по переписи 2001 года составляло 391 человек. Почтовый индекс — 31133. Телефонный код — 3854. Код КОАТУУ — 6824287703.

## Местный совет
31134, Хмельницкая обл., Староконстантиновский р-н, с. Сахновцы